# Miroslav Kraljević
Miroslav Kraljević (né le 14 décembre 1885 à Gospić, Royaume de Croatie-Slavonie, Autriche-Hongrie, aujourd'hui en Croatie; mort le 16 avril 1913  à Zagreb, Royaume de Croatie-Slavonie, Autriche-Hongrie, aujourd'hui en Croatie) était un peintre, graveur et sculpteur croate.

## Œuvres

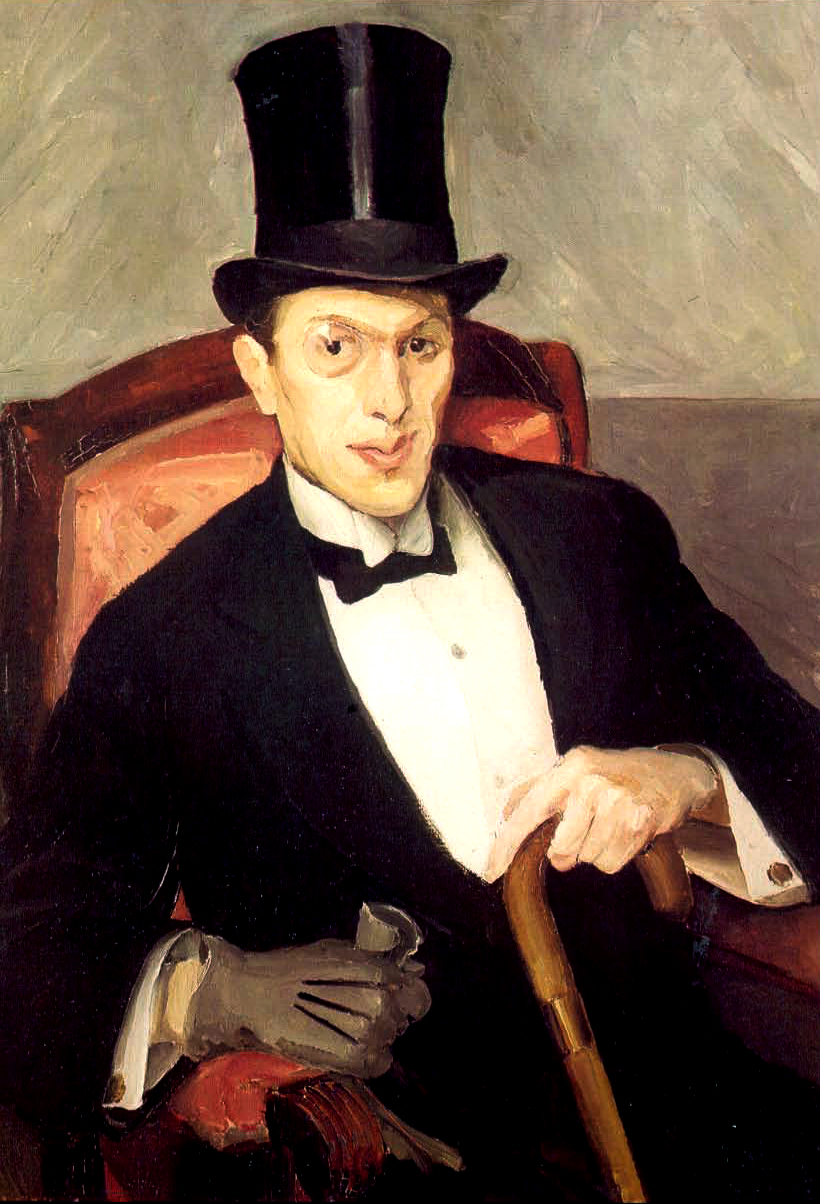
Bon vivant.
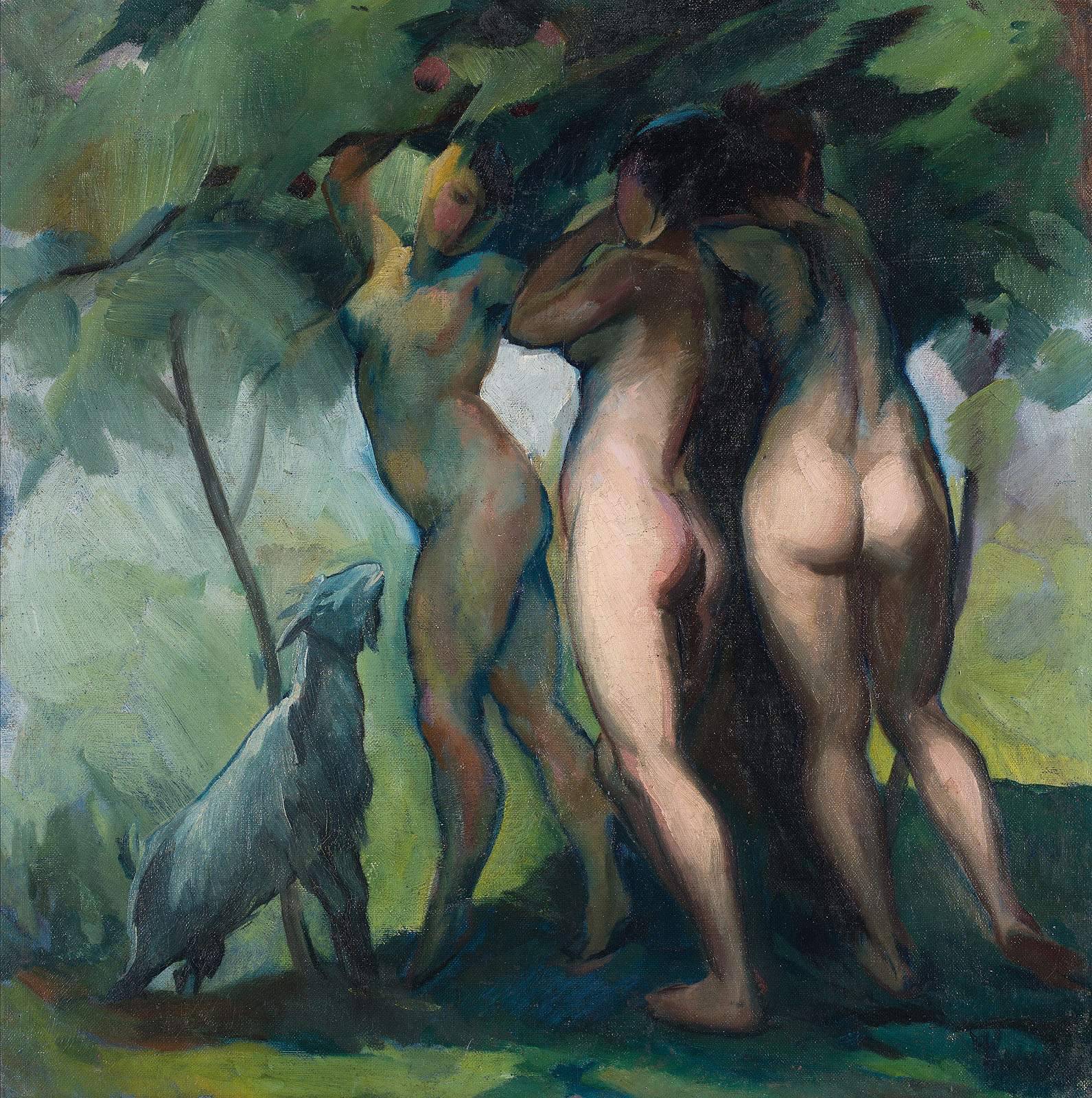
Tri gracije.